# M.U.G.E.N
M.U.G.E.N – program na licencji freeware do tworzenia własnych gier 2D (bijatyk), napisany w C. Silnik gry został wydany w roku 1999 przez firmę Elecbyte i rozwijany był przez kolejne cztery lata. Od roku 2003 firma zaniechała wsparcia dla silnika, niemniej jednak Elecbyte powrócił do rozwoju silnika i wydał w 2009 nową wersję silnika. Aktualizacje wypuszczone w latach 2004-2008 to nieoficjalne wersje oryginalnego silnika.
Silnik jest łatwo konfigurowalny. Można modyfikować wiele elementów gry, m.in. postacie, areny i wygląd samego silnika. Społeczność M.U.G.E.N skupia się wokół internetowych for tematycznych, na których użytkownicy udostępniają stworzone przez siebie gry, a także postacie, które często przedstawiają bohaterów popularnych gier komputerowych.

## Etymologia nazwy M.U.G.E.N
Prawdę powiedziawszy, robiliśmy strzelankę i nagle przekształciło się w to co mamy obecnie. Chociaż robiliśmy na początku strzelankę, zauważyliśmy że w tym czasie na komputery osobiste brakowało porządnych komercyjnych bijatyk. Inspiracją były wczesne silniki w rodzaju m.in. konwersji Street Fightera II na komputery IBM.

Wyraz "mugen" wywodzi się prawdopodobnie z języka japońskiego, gdzie oznacza sen, fantazje, tudzież nieskończoność. Oficjalnie firma Elecbyte twierdzi, że zapomnieli co miał oznaczać akronim, który wybrali do nazwy, niemniej dołączona dokumentacja sugeruje że silnik pierwotnie miał służyć w tworzeniu shoot'em'upów.

## Historia
Pierwsza wersja silnika, napisanego z myślą o systemie MS-DOS, pojawiła się 17 lipca 1999 roku. Dwa lata później, bo w listopadzie 2001 roku wydany został port programu dla systemu operacyjnego Linux, Elecbyte zaprzestał udoskonalania silnika dla MS DOS. Jeszcze w tym samym roku na stronie producenta pojawiła się prośba o dotacje finansowe, dzięki którym programiści mogliby legalnie skompilować wersje dla systemu operacyjnego Windows. W 2003 roku witryna firmy Elecbyte zniknęła z Internetu.
W 2007 roku ponownie pojawia się witryna internetowa Elecbyte. Można było na niej znaleźć krótki FAQ, z którego dowiadujemy się, iż firma rzekomo pracowała nad kolejną edycją silnika. W 2009 roku Elecbyte zaktualizował swoją witrynę o forum i stronę na której można pobrać nową wersję silnika. Nowa wersja silnika jest wzbogacona o m.in. obsługę wielu rozdzielczości (od Low-Res po Full HD) oraz lokalizację.
Ostatnia aktualizacja silnika została wypuszczona w 2011 roku, a nowa wersja wciąż jest w toku.

## Tryby rozgrywki
M.U.G.E.N oferuje graczom osiem trybów rozgrywki: arcade, team arcade, versus, team versus, team co-op, survival, survival co-op oraz training. Część z nich pozwala na wybór ilości zawodników walczących jednocześnie na ekranie. Walki można toczyć w trybie jeden na jednego, drużynowo (do czterech postaci walczących kolejno po pokonaniu towarzysza z drużyny), oraz dwóch na dwóch. Istnieje również tryb watch, który pozwala na oglądanie przebiegu walki z obiema zawodnikami sterowanymi przez komputer. Wersja dla systemu Windows miała docelowo zawierać również opcje tag, dającą możliwość zmiany walczących postaci w trakcie trwania rundy.

## Konfigurowalność
Użytkownicy tworzący i modyfikujący elementy silnika są zazwyczaj nazywani autorami. Autorzy tworzą elementy takie jak postacie, areny oraz elementy interfejsu. Zazwyczaj autorzy przenoszą postacie z innych bijatyk 2D. Część autorów tworzy również elementy od podstaw.
Ze względu na konfigurowalną naturę silnika wersje mugen mogą się różnić nawet w niewielkim stopniu. Każda osoba ma możliwość pobrania kopii silnika i tworzenia lub dodawaniu elementów według własnych potrzeb. Grupy autorów nieraz współpracują przy tworzeniu pełnych gier przy pomocy silnika. Gry są dostępne w bardzo różnej jakości; są wypuszczane na licencji która zezwala na używanie silnika do użytku niekomercyjnego.

## Dragon Ball Z Mugen Edition 2
W Polsce M.U.G.E.N zawdzięcza w dużej mierze swoją popularność japońskiemu serialowi animowanemu pod tytułem Dragon Ball. Przed laty, na platformę MS-DOS, pojawiła się gra Dragon Ball Mugen Edition 2 stworzona przez fanów - grupę EmuBoarding. Postaciami występującymi w grze byli właśnie bohaterowie anime Dragon Ball Z. Od tego czasu znaczna część polskich fanów serialu zaczęła mylnie utożsamiać wyraz M.U.G.E.N wyłącznie z tą konkretną bijatyką.